# Ettore Fieramosca (1889)
«Етторе Ф'єрамоска» (італ. Ettore Fieramosca) — бронепалубний крейсер типу «Етна» Королівських ВМС Італії кінця XIX століття.

## Історія створення
Крейсер «Етторе Ф'єрамоска» був закладений 31 грудня 1885 року на верфі ВМС у місті Венеція. Свою назву отримав на честь кондотьєра Етторе Ф'єрамоска. Спущений на воду 30 серпня 1888 року, вступив у стрій 16 листопада 1889 року.

## Історія служби
Після вступу у стрій крейсер «Етторе Ф'єрамоска» декілька разів брав участь у маневрах флоту біля узбережжя Італії.
У 1899 році він разом із крейсерами «Везувіо» та «Стромболі» вирушив на Далекий Схід, де у складі Альянсу восьми держав взяв участь у придушенні Боксерського повстання. 
Після повернення до Італії крейсер у 1905 році здійснив похід до східних берегів Африки, потім перетнув Атлантику та відвідав низку країн Південної Америки. У 1906 році корабель відвідав США, де взяв участь у святкуваннях Дня Колумба.
Після повернення до Італії корабель був виключений зі списків флоту і 15 червня 1909 року проданий на злам.